# Nancy Drew: Message in a Haunted Mansion
Nancy Drew: Message in a Haunted Mansion  (досл. укр. «Ненсі Дрю: Послання в особняку з привидами») — третя інтерактивна пригодницька відеогра в серії «Nancy Drew», заснована на однойменній книзі 1995 року. Вийшла 24 листопада 2000 року для «Microsoft Windows» та 15 листопада 2001 для «Game Boy Advance» від розробників «Her Interactive». Гравці будуть відігравати роль дівчини-детектива, яка розслідує справу зі загадковими нещасними випадками й примарними подіями, які зривають ремонт особняку. Має два режима складності, які не впливають на сюжет.[⇨]. Відеогра стала комерційно успішною. Було продано понад 300 000 копій із доходом у US$5,5 млн лише в США до серпня 2006 року. Журнал «Edge» поставив її на 64-те місце найпродаваніших комп'ютерних ігор, випущених із січня 2000 року.[⇨]

## Ігровий процес
«Message in a Haunted Mansion» є інтерактивною пригодницькою відеогрою в стилі «вкажи і знайди». Відеогра має два режими складності: молодший (англ. junior detective) і старший (англ. senior detective) детективи. Режими відповідають лише за доступність до підказок та не впливають на сюжет. Інтерфейс відеогри як і в попередній відображає інвентар, де зберігаються важливі для головоломок чи розслідування речі, і діалогове вікно з прокруткою для опитування підозрюваних. У кутках екрану розташовані великі кнопки меню та довідки. Курсор дозволяє переміщуватися на 360 градусів та оглядати місяця, зроблені в 3D. Під час наведення його на предмет, з яким можна взаємодіяти, змінюється на лупу. Усі персонажі та видеоролики анімовані, на відміну від попередниці, виконані в 3D-дизайні. Також ігровий процес і музика покращилися. У відеогрі часто потрібно буде допитувати підозрюваних, розгадувати різноманітні головоломки. Якщо гравець потребує допомоги для подальшого проходження, то за допомогою телефона може отримати поради від її подруги — Бесс Марвін, Джесс Фейн і Емілі Фоксворт, чи її прийомна мати — Ганна Груїн. Відеогра має декілька фатальних пасток, однак за допомогою «Другий шанс» можна повернутися до місця перед пасткою. Особливістю також є зміна дня і ночі для розгадування різних таємниць. Може відбуватися не лиже за ігровим часом, алей за бажання гравця.

## Сюжет
Ненсі Дрю допомагає сімейній подрузі Роуз Грін у деяких ремонтних роботах у старому вікторіанському особняку в Сан-Франциско. який повинен відкритися як пансіонат. У будинку відбуваються незвичні нещасні і дивні випадки, його жителі вважають, що це через духів чи прокляття. Еббі навіть попередила детектива, що привиди нею зацікавились. Через дивні події ремонт будинку сильно сповільнився. Під час розслідування Ненсі дізнається, що в особняку заховані скарби на суму 250 тисяч доларів, а злочинцем був Луї Чендлер. Він втерся в довіру до Роуз, щоб привласнити собі скарби Дієго Вальдеза.

## Персонажі
Ненсі Дрю
Озвучує — Лані Мінелла
Головний персонаж відеогри. 18-річний детектив-аматор з вигаданого містечка Рівер Гайтс у США. Полюбляє розгадувати таємниці та має дуже добру інтуїцію та аналітичні здібності.
Роуз Грін
Озвучує — Дженіс Пейдж
Подруга Ганни Груен. Вона запросила Ненсі в Сан-Франциско, щоб допомогти їй у виконанні реставраційних робіт у її вікторіанському особняку. Вона зі своєю подругою Еббі планує відрити його як пансіонат. Роуз вклала всі свої збереження в особняк. Однак декілька нещасних випадків змусили її хвилюватися за те, що відкриття може завершитися не вчасно. Після розслідування пансіонат «Золота Гарденія» (англ. «The Golden Gardenia») був відкритий і навіть отримав велику популярність.
Еббі Сідеріс
Озвучує — Валері Моузлі
Близька подруга Роуз. Співласниця пансіонату «Золота Гарденія». Вона допомогла Роуз придбати особняк. Дівчина захоплюється надприродними речами і навіть вірить у них, тому вона вважає, що за нещасними подіями стоять привиди. Спочатку Еббі хотіла для збільшення популярності рекламувати пансіонат як особняк з привидами, і проводити в ньому спіритичні сеанси. Однак її таємниця була розкрита.
Чарлі Мерфі
Озвучує — Скотт Карті
Молодий чоловік, який допомагає з реставраційними роботами в особняку. Нещодавно він переїхав до Сан-Франциско з Айови та вивчає історію в місцевому коледжі. Він не знайшов житла і одного разу біля особняку знайшов потаємну кімнату, де вирішив оселитися. З неї він підслухав розмову Еббі й Роуз щодо пошуку теслі, і найнявся до них. Чарлі недосвідчений майстер, і Еббі часто винить його в нещасних випадках і хоче звільнити, але Роуз була проти.
Луї Чендлер
Озвучує — Браян Гарґус
Продавець антикваріату середнього віку, спеціалізується на вікторіанській добі. Власник «Chandler Interiors». Роуз дозволяє Луї використовувати бібліотеку для досліджень в обмін на його послуги в якості консультанта щодо вибору автентичного декору для особняка. Він втерся в довіру до Роуз, щоб отримати скарби Дієго Вальдеза. Луї спочатку пропонував власниці продати особняк його «клієнту», але вона відмовилась. Після цього він підлаштовував декілька нещасних випадків. Після знаходження скарбу був затриманий Ненсі.
Іншими персонажами є помічники Ненсі — Бесс Марвін, Джесс Фейн, Ганна Груїн.

## Сприйняття
| Агрегатор    | Оцінка | Оцінка |
| Агрегатор    | GBA    | PC     |
| ------------ | ------ | ------ |
| GameRankings | 64 %   | 78 %   |

| Видання          | Оцінка | Оцінка |
| Видання          | GBA    | PC     |
| ---------------- | ------ | ------ |
| Adventure Gamers | [ 2 ]  | Н/Д    |
| AllGame          | Н/Д    | [ 12 ] |
| GameZone         | 8/10   | Н/Д    |
| Nintendo Power   | 3.6/5  | Н/Д    |

### Продажі
За даними «PC Data» було продано в Північній Америці у 2001 році 97 257, у 2002 — 20 717, у 2003 — 44 826. Загалом до серпня 2006 року було продано понад 300 000 копій, а дохід склад близько US$5,5 млн лише в США. Журнал «Edge» поставив її на 64-те місце найпродаваніших комп'ютерних ігор, випущених із січня 2000 року.

### Відгуки
Версія для «Microsoft Windows» отримала схвальні відгуки, а для «Game Boy Advance» — змішані. Оцінки на агрегаторі «GameRankings» становили 78 % і 64 % відповідно. Також описується як відеогра для дівчаток від 10 років.. Журналіст «The New York Times» Чарльз Герольд високо оцінив ПК-версію та зазначив, що «дизайн головоломок чудовий чи кращий багатьох пригодницьких відеоігор для дорослих». Джинн Мюз з «Universal Hint System» поставила оцінку 4,5 з 5, описавши гру як «чудова гра для усієї сім'ї», але критикувавши ліміт збереження гри та дратівливі головоломки як лабіринт і пазл зі слайдами. «Allgame» оцінив її в 2,5 з 5, описавши її як хорошу середню відеогру зі легким і простим гемйплеєм та красивим нерухомим дизайном.
Версію для «Game Boy Advance» переважно критикували за незграбний інтерфейс, єдиний музичний супровід, дрібні деталі на маленькому екрані, погане управління та за дуже урізаний вміст.
Восени 2000 року «Message in a Haunted Mansion» отримала золото на «Parents' Choice Award». У 2001 року була фіналістом «The Electric Playground» у номінації «Найкраща пригодницька відеогра для ПК», але приз виграв Myst III: Exile.